# Cnephasia hellenica
Cnephasia hellenica is een vlinder uit de familie bladrollers (Tortricidae). De wetenschappelijke naam is voor het eerst geldig gepubliceerd in 1956 door Obraztsov.
De soort komt voor in Europa.